# Valgerður Bjarnadóttir
Valgerður Bjarnadóttir (deutsche Transkription Valgerdur Bjarnadottir, * 13. Januar 1950) ist eine isländische Politikerin (Allianz).
Von 2009 bis 2016 war sie Abgeordnete des isländischen Parlaments Althing für den Wahlkreis Reykjavík-Nord. Sie war in verschiedenen parlamentarischen Ausschüssen tätig, zuletzt seit 2015 im Wirtschafts- und Handelsausschuss. Seit 2013 war sie Mitglied der isländischen Delegation in der Konferenz der Parlamentarier der Arktisregion. Zur vorgezogenen Parlamentswahl vom 29. Oktober 2016 trat Valgerður Bjarnadóttir für die Allianz im Wahlkreis Reykjavík-Süd an, in dem ihre Partei jedoch keine Sitze mehr erringen konnte.
Sie ist die Tochter des ehemaligen Premierministers Bjarni Benediktsson, die Schwester des ehemaligen Bildungs- und Justizministers Björn Bjarnason und war mit dem Politiker Vilmundur Gylfason, der kurzzeitig Minister für Justiz, Religion und Bildung war, verheiratet.